# Freeborn G. Jewett

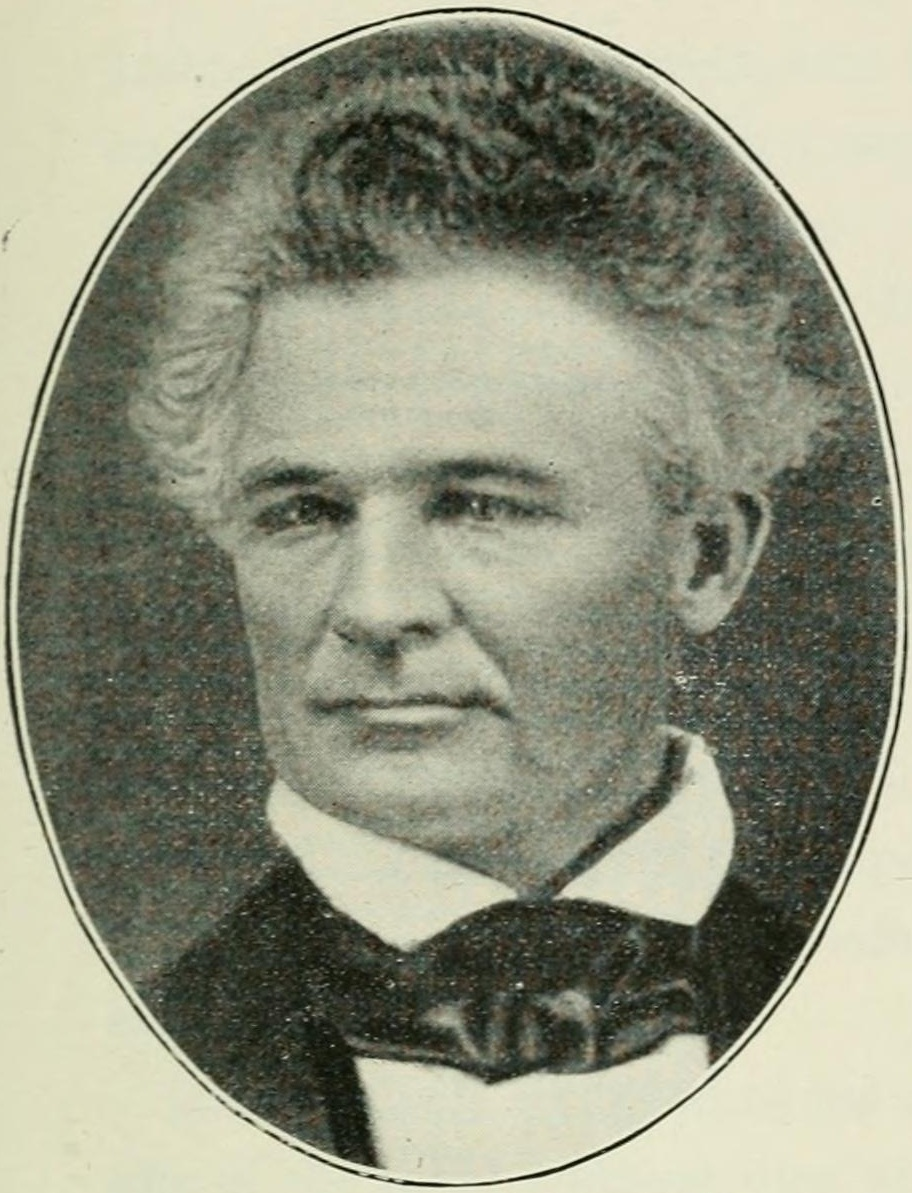
Freeborn G. Jewett

Freeborn Garrettson Jewett (* 4. August 1791 in Sharon, Connecticut; † 27. Januar 1858 in Skaneateles, New York) war ein US-amerikanischer Jurist und Politiker. Zwischen 1831 und 1833 vertrat er den Bundesstaat New York im US-Repräsentantenhaus.

## Werdegang
Freeborn Garrettson Jewett wurde ungefähr acht Jahre nach dem Ende des Unabhängigkeitskrieges im Litchfield County geboren. Er verfolgte eine akademische Laufbahn. 1815 zog er nach Skaneateles. Jewett war 1817 Friedensrichter. Er studierte Jura. Nach dem Erhalt seiner Zulassung als Anwalt 1818 begann er in Skaneateles zu praktizieren. Zwischen 1824 und 1831 war er Vormundschafts- und Nachlassrichter im Onondaga County. Während dieser Zeit saß er 1826 in der New York State Assembly. Politisch gehörte er der Jacksonian-Fraktion an.
Bei den Kongresswahlen des Jahres 1830 für den 22. Kongress wurde Jewett im 23. Wahlbezirk von New York in das US-Repräsentantenhaus in Washington, D.C. gewählt, wo er am 4. März 1831 die Nachfolge von Jonas Earll junior antrat. Da er auf eine erneute Kandidatur 1832 verzichtete, schied er nach dem 3. März 1833 aus dem Kongress aus.
Er arbeitete 1838 und 1839 als Aufseher im Gefängnis von Auburn. 1839 wurde er Bezirksstaatsanwalt im Onondaga County. Am 5. März 1845 ernannte man ihn zum beisitzenden Richter am New York Supreme Court. Er wurde 1847 zum Richter am New York Court of Appeals gewählt und 1849 wiedergewählt, allerdings trat er im Juni 1853 aus gesundheitlichen Gründen zurück. Zwischen 1847 und 1850 hielt er den Posten als Chief Justice an diesem Gericht inne. Er verstarb ungefähr drei Jahre vor dem Ausbruch des Bürgerkrieges in Skaneateles und wurde dann auf dem Lake View Cemetery beigesetzt.